# 수줍음

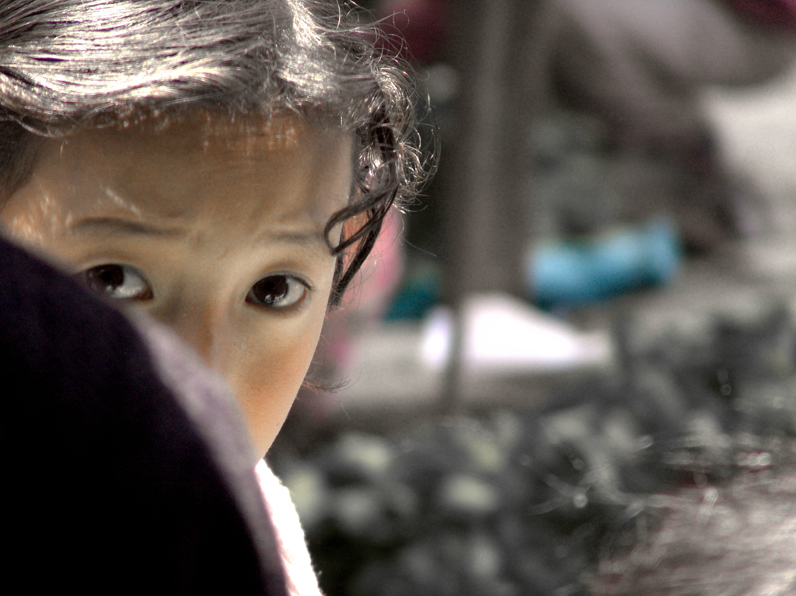
부끄러워하는 여자 아이.

수줍음은 낯선 사람을 보고 부끄러워하거나 꺼리는 것을 의미한다. 본디 아이에게만 낯가림이라는 말로써 통용되었으나,  성인에 대해서도 점차 쓰이는 추세이다. 수줍음은 특히 다른 사람과 함께 있을 때 공포, 편안함 부족 또는 어색함을 느끼는 것이다. 이는 일반적으로 새로운 상황이나 익숙하지 않은 사람들과 함께 발생한다. 수줍음이 많은 사람은 이러한 상황을 피하는 쪽을 택할 수도 있다. 수줍음은 자존감이 낮은 사람들의 특징일 수 있지만, 수줍음의 주요 특징은 다른 사람들이 자신의 행동을 어떻게 생각할지에 대한 두려움이다. 조롱당하거나, 굴욕을 당하거나, 후원을 받거나, 비난을 받거나, 거부당하는 등 부정적인 반응에 대한 두려움은 수줍은 사람을 물러나게 만들 수 있다. 더 강한 형태의 수줍음은 사회적 불안 또는 사회 공포증이라고 할 수 있다.

## 기원
수줍음의 초기 원인은 다양하다. 과학자들은 수줍음이 적어도 부분적으로 유전적이라는 가설을 뒷받침하는 유전적 데이터를 찾았다고 믿는다. 그러나 사람이 자란 환경이 수줍음의 원인일 수도 있다는 증거도 있다. 여기에는 아동 학대, 특히 조롱과 같은 정서적 학대가 포함된다. 수줍음은 사람이 신체적 불안 반응을 경험한 후에 발생할 수 있다. 어떤 때에는 수줍음이 먼저 나타나고 나중에 불안의 신체적 증상을 일으키는 것처럼 보인다. 수줍음은 사회적 불안과 다르다. 사회 불안은 공황 (심리학)을 유발할 정도로 사회적 상황에서 다른 사람의 평가를 받는 것에 대한 두려움, 불안, 걱정 등의 경험을 포함하여 종종 우울증과 관련된 심리적 상태이다.
수줍음은 유전적 특성, 성장 환경, 개인적인 경험에서 비롯될 수 있다. 수줍음은 성격 특성일 수도 있고 어린이의 특정 발달 단계에서 발생할 수도 있다.

## 같이 보기
- 선택적 함묵증
- 회피성 인격장애
- 고등감각인지
- 의료화